# Coxiella burnetii
Coxiella burnetii ist ein gramnegatives und aerob lebendes, nur ca. 0,4 µm langes und daher fast kokkoides Stäbchen-Bakterium aus der Familie der Coxiellaceae. Coxiella burnetii, einzige Spezies der Gattung Coxiella, ist der Erreger des Q-Fiebers und wurde erstmals 1937 in Australien beschrieben. Die Spezies wurde nach Frank Macfarlane Burnet benannt. Der Erreger Coxiella burnetii ist in Deutschland und in der Schweiz meldepflichtig.

## Merkmale
Coxiella burnetii ist ein obligat intrazelluläres Bakterium, d. h., es kann sich nur innerhalb der Wirtszelle, wo es von einer Vakuole umschlossen wird, vermehren. In freier Umgebung außerhalb des Wirtes bildet Coxiella burnetii eine gegen äußere Einflüsse stark widerstandsfähige Zellform mit verdickter Zellwand. Wie auch bei den Rickettsien ist eine freie Züchtung auf Nährboden schwierig, zur Kultivierung werden oft Dottersäcke von Hühnerembryonen genutzt.

## Übertragung
Der Krankheitserreger ist weltweit verbreitet und kann vor allem von Schafen, aber auch von Haustieren wie Hund und Katze sowie von Rindern und Ziegen auf den Menschen übertragen werden.
Bei der Übertragung zwischen Tieren dienen als eigentlicher Vektor Zecken. Auch über Aufnahme von infizierten Exkreten, wie Kot oder Milch, kann die Übertragung erfolgen. Die Infektion des Menschen erfolgt aerogen, z. B. über das Einatmen von infiziertem Staub. Coxiella burnetii ist extrem überlebensfähig, in trockenen Materialien bleibt das Bakterium über mehrere Monate infektionsfähig. Eine Übertragung von Mensch zu Mensch tritt selten auf. Das Q-Fieber ist weltweit verbreitet, auch in Deutschland treten Krankheitsfälle auf (Deutschland 2017: 107 gemeldete Fälle). Die von Coxiella burnetii ausgelöste Immunität hält lange an.

## Systematik
Coxiella burnetii wurde früher zu der Familie der Rickettsiaceae gestellt. Hier findet man andere Krankheitserreger, die ebenfalls wie Coxiella intrazelluläre Parasiten sind. Coxiella ähnelt morphologisch stark Rickettsia, genetisch sind sie allerdings weit voneinander entfernt. So wurde Coxiella in eine andere Klasse gestellt, den Gammaproteobacteria, die Rickettsiaceae werden hingegen den Alphaproteobacteria zugeordnet.

## Meldepflicht
In Deutschland ist der direkte oder indirekte Nachweis des Bakteriums namentlich meldepflichtig nach § 7 des Infektionsschutzgesetzes, soweit der Nachweis auf eine akute Infektion hinweist.
In der Schweiz ist der positive und negative laboranalytische Befund zum Erreger meldepflichtig und zwar nach dem Epidemiengesetz (EpG) in Verbindung mit der Epidemienverordnung und Anhang 3 der Verordnung des EDI über die Meldung von Beobachtungen übertragbarer Krankheiten des Menschen.